# Eugeni Giner i Martí
Eugeni Giner i Martí   (Ortells, 16 de gener de 1924 - Premià de Dalt, 31 de març de 1994) va ser un guionista i dibuixant de còmics valencià, conegut sobretot per la seva obra El Inspector Dan de la Patrulla Volante (L'Inspector Dan de la Patrulla Volant).

## Biografia
La primera col·laboració d'Eugeni Giner amb l'Editorial Bruguera va tenir lloc en 1943, amb la publicació dels quadernets Aventuras y viajes (Aventures i viatges); no obstant això, la seva obra principal, El Inspector Dan de la Patrulla Volante (L'Inspector Dan de la Patrulla Volant), va aparèixer a la revista Pulgarcito el 1947. La idea original de la sèrie va ser del director editorial de Bruguera, Rafael González Martínez, qui va fer el guio dels primers lliuraments, passant després a ser substituït per Francisco González Ledesma (conegut autor de novel·les de l'oest sota el pseudònim de Silver Kane) i Víctor Mora (el futur autor d'El Capitán Trueno).
Eugeni Giner va participar el 1957 juntament amb José Peñarroya, Carlos Conti, Josep Escobar i Guillem Cifré en la fundació de la revista independent Tio Vivo, per a la qual va crear una sèrie humorística, Lolita i Enrique se van a casar (Lolita i Enrique es van a casar) (1957), sobre els problemes d'una parella de nuvis en la preparació de les seves noces. Després del fracàs de l'aventura independent de Tio Vivo, Giner es va traslladar a Londres, on va treballar per a l'editorial Amalgamated Press.
En 1961 va tornar a Espanya i va reprendre la seva col·laboració amb Bruguera, especialment en la revista per a noies Sissi. Anys després va abandonar els còmics per treballar a la construcció, fins que, el 1974, va quedar parcialment paralitzat com a conseqüència d'una greu malaltia, pel que va tornar al còmic. El 1982 va recuperar al personatge de l'inspector Dan.

## Obra
Publicacions on s'ha publicat la seva obra
| Títol                                | Any  | Guionista   | Editorial               | Format           | Als Números                                                 | Notes                        |
| ------------------------------------ | ---- | ----------- | ----------------------- | ---------------- | ----------------------------------------------------------- | ---------------------------- |
| Pequeños Libros Para Muchachos       | 1945 | Sense dades | Editorial Bruguera,S.A. | Quadern apaïsat  | 1,3,5,7                                                     |                              |
| Pulgarcito                           | 1946 | Sense dades | Editorial Bruguera,S.A. | Quadern vertical | diversos                                                    |                              |
| El Campeon                           | 1948 | Sense dades | Editorial Bruguera,S.A. | Quadern vertical | 1,2,3,4,5,6,7,8,9,10,15,18,13,14,16,17                      |                              |
| Vacaciones todo el año               | 1948 | Sense dades | Editorial Bruguera,S.A. | Quadern vertical | 5                                                           |                              |
| Magos del Lapiz                      | 1950 | Sense dades | Editorial Bruguera,S.A. | Quadern vertical | 15                                                          |                              |
| Inspector Dan                        | 1951 | Sense dades | Editorial Bruguera,S.A. | Quadern apaïsat  | 1 al 39 i 41 al 69                                          | El numero 40 no es va editar |
| Bisonte Grafico                      | 1955 | Sense dades | Editorial Bruguera,S.A. | Quadern apaïsat  | 1,2,3,4,5,6,7,8,9,10,11,12,13,14,15,19                      |                              |
| Parque                               | 1957 | Sense dades |                         | Quadern plegat   | 14,1,6,10,12,18,35,21,28,48,49,55,147                       |                              |
| TIO VIVO                             | 1957 | Sense Dades | Crisol / Bruguera       | Quadern vertical | 1 al 39, 41 al 45, 47 al 49, 51 al 55, 57 al 58, 60,124,179 |                              |
| CUCÚ                                 | 1958 | Sense Dades | Ediciones Soriano       | Quadern apaïsat  | 2,6,9                                                       |                              |
| SISSI suplemento de novelas graficas | 1959 | Sense Dades | Editorial Bruguera,S.A. | Quadern vertical | 13.26                                                       |                              |